# Gerard van Velde
Gerard Pieter Hendrik van Velde (30 novembre 1971) è un ex pattinatore di velocità su ghiaccio olandese.
Ha partecipato a tre edizioni dei giochi olimpici invernali (1992, 1994 e 2002) conquistando una medaglia a Salt Lake City 2002.

## Palmarès
Olimpiadi
- 1 medaglia:
  - 1 oro (1000 m a Salt Lake City 2002)

Mondiali - Distanza singola
- 1 medaglia:
  - 1 argento (1000 m a Berlino 2003)

Mondiali - Sprint
- 1 medaglia:
  - 1 argento (Calgary 2003)